# Phyllochaetopterus limicolus
Phyllochaetopterus limicolus är en ringmaskart som beskrevs av Hartman 1960. Phyllochaetopterus limicolus ingår i släktet Phyllochaetopterus och familjen Chaetopteridae. Inga underarter finns listade i Catalogue of Life.